# Wikipedia en serbio
La Wikipedia en serbio (Википедија на српском језику/Vikipedija na srpskom jeziku) es la edición de Wikipedia en  este idioma. Fue creada el 16 de febrero de 2003. En noviembre de 2011 superó los 150 mil artículos, convirtiéndose en la edición en mayor tamaño de las lenguas eslavas meridionales.
El 19 de agosto de 2009, la Wikipedia en serbio superó la marca de los 100 000 artículos, pero tras no mantener dicha marca, el 20 de noviembre del mismo año fue alcanzada por segunda ocasión. 

## Hitos
- 3 de noviembre de 2014 alcanzó los 300 000 artículos.